# ميغيل غوتيريز (دراج)
ميغيل غوتيريز (بالإسبانية: Miguel Gutiérrez؛ مواليد 3 سبتمبر 1954) هو راكب سباقات دراجات إسباني. شارك في سباق طواف فرنسا 1979.